# Nervilia gleadowii
Nervilia gleadowii är en orkidéart som beskrevs av A.Nageswara Rao. Nervilia gleadowii ingår i släktet Nervilia och familjen orkidéer.
Artens utbredningsområde är Uttaranchal. Inga underarter finns listade i Catalogue of Life.